# Євстигнєєва Лілія Дмитрівна
Лілія Дмитрівна Євстигнєєва (до шлюбу Журкіна; нар. 12 жовтня 1937, Москва, СРСР — пом. 17 серпня 1986, Москва, СРСР) — радянська акторка театру і кіно. Друга дружина актора Євгена Євстигнєєва.

## Біографія
Народилася 12 жовтня 1937 року в Москві. Мати — викладачка початкових класів. У 1962 році закінчила Школу-студію Московського художнього академічного театру (МХАТ).
З 1963 по 1964 роки — акторка Московського театру «Современник».
Першим чоловіком був знаменитий радянський скульптор Олег Антонович Іконніков (1927—2004).
На початку 1960-х років мала роман з актором Євгенієм Євстигнєєвим, одруженим тоді з Галиною Волчек. За спогадами самої Журкіної, побачивши вперше Євстигнєєва на сцені, вона подумала: «Господи, який же старий і страшний чоловік!». Євстигнєєв почав до неї залицятися, і вона не встояла перед його чарівністю.
Незабаром шлюби обох розпадаються — Галина Волчек, дізнавшись про зраду чоловіка, вимагала розлучення. Журкіній з третього разу вдалося піти від Іконнікова, який категорично відмовлявся її відпускати. Журкіна одружилася з на 11 років старшим Євстигнєєвим у 1966 році, після чого змушена піти з театру. Друзі сім'ї відзначали незвичайну красу і чарівність Лілії Дмитрівни.
У травні 1966 року народила доньку Марію (в даний час акторка театру «Современник», дружина актора Максима Разуваєва).
Після одруження разом знімали кімнату у актора Володимира Сошальского, потім у Олега Табакова, біля метро «Аеропорт». Набагато пізніше, в 1970-ті роки, отримали окрему квартиру на Суворовському бульварі.
 
З 1975 по 1982 роки — акторка Московського художнього театру СРСР імені М. Горького. Грала мало, головним чином, епізодичні ролі.
Спочатку подружжя доповнювало одне одного. Проте поступово стосунки в родині стали змінюватися. У кіно акторка знімалася досить рідко і практично завжди в парі з чоловіком. Важко переживала свою незатребуваність у професії. В останні роки життя, майже кожного дня, влаштовувала вдома скандали. У своїй невлаштованості все частіше звинувачувала Євстигнєєва. Ревнувала його до ролей, слави. Євстигнєєв все рідше приходив додому ночувати, посилаючись на зйомки та репетиції.
Захворюваність алергією перейшла в псоріаз. В 1980-ті роки тяжко захворіла остеохондрозом, пристрастилася до алкоголю, намагаючись заглушити тугу і викликаний хворобою біль. Кілька разів робила спроби самогубства за допомогою таблеток.
Серед її найближчих подруг були артистки МХАТу — Світлана Семендяєва та Марина Добровольська. Також товаришувала з Валентиною Тализіною.
Євстигнєєв намагався лікувати дружину, перевозив з однієї лікарні до іншої, вдавався до допомоги екстрасенсів, але це не дало результату.
Померла в Москві 17 серпня 1986 року у 48-річному віці. Похована на Кунцевському кладовищі Москви (ділянка № 10).
Після смерті дружини Євген Олександрович Євстигнєєв переніс інфаркт. Вони прожили разом 23 роки, з них в шлюбі — 20 років.

## Фільмографія
| - 1964 — До побачення, хлопчики — красуня на пляжі - 1966 — Поганий анекдот — гостя - 1969 — Чайковський — гостя на прийомі - 1970 — Крок з даху - 1973 — Нейлон 100 % — дружина Бадєєва - 1975 — Кохання з першого погляду - 1975 — Приголомшливий Берендеєв — мати Берендеєва - 1976 — В одному мікрорайоні — лікарка Зеленова | - 1976 — Моя дружина — бабуся - 1980 — Атланти і каріатиди — Ліза, дружина Ігнатовича, рідна сестра Дар'ї Карнач - 1980 — Старий Новий рік — Інна - 1981 — Кохана жінка механіка Гаврилова — жінка з білизною - 1982 — Опікуни — Пивокурова - 1982 — Візник Геншель — Фрау Вермельскірх - 1984 — Перикола - 1985 — Ще люблю, ще сподіваюся — Лідія, продавчиня |